# Christoff van Heerden
Christoff van Heerden   (Benoni, 13 de gener de 1985) és un ciclista sud-africà que fou professional del 2007 al 2011. En el seu palmarès destaca el Campionat nacional en ruta.

## Palmarès
- 2006
  - 1r al Dome 2 Dome Roadrace
  - Vencedor d'una etapa al Tour de Maurici
- 2007
  - 1r al Amashova National Classic
- 2008
  - 1r al Tour de Hong Kong Shanghai i vencedor de 3 etapes
- 2009
  - Campió d'Àfrica en contrarellotge per equips (amb Reinardt Janse van Rensburg, Jay Robert Thomson i Ian McLeod)
- 2010
  -  Campió de Sud-àfrica en ruta